# Wassia Krimsky

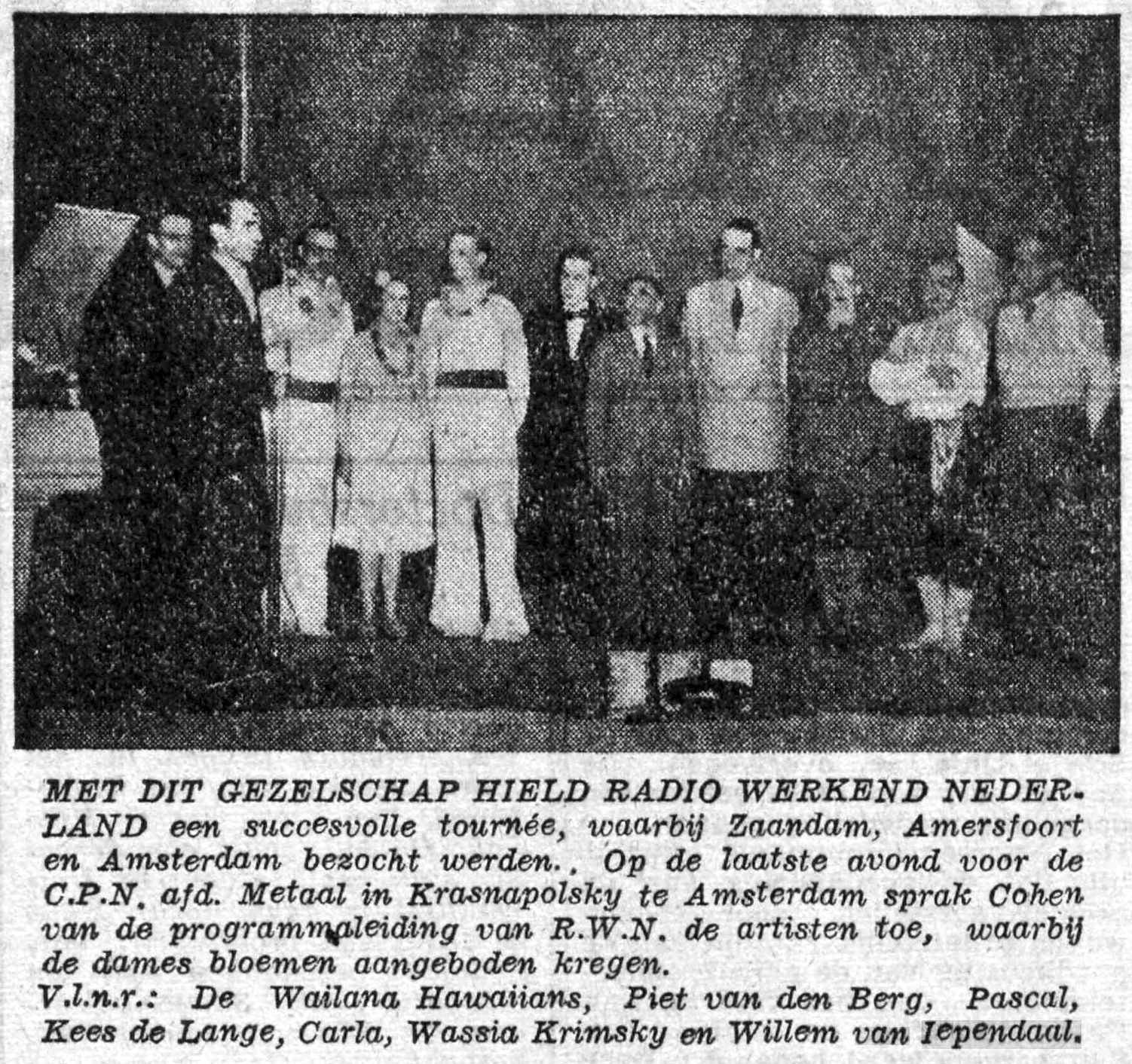
Krimsky (tweede van rechts in 1947)

Wassia Krimsky ("Vasja van de Krim"), pseudoniem van Basile Nietchipourenko (geboren Vasili Netsjipoerenko, Sebastopol, gouvernement Taurida, 12 april 1895 – Amsterdam 8 juni 1967) was een Russisch-Nederlands bariton, danser en artiest.
Hij was zoon van Ivan Netsjipoerenko en Paraskeva Tsjemeris. Hijzelf bleef ongetrouwd. Hij werd begraven op De Nieuwe Ooster.
Wassia Krimsky maakte jarenlang deel uit van het Don Kozakkenkoor uit Antwerpen, maar trad ook als solist op. Zijn naam dook voor het eerst op in de jaren dertig, vooral in de kleine zalen. Tijdens de Tweede Wereldoorlog kon hij blijven optreden, omdat hij lid was geworden van de Kultuurkamer. Zo stond hij in 1944 nog als "Oekraiens zanger en danser" op de planken met André Carrell. In 1945 en later trad hij wel op voor de VARA, De Waarheid en de Communistische Partij Nederland (CPN). Bij een optreden in CinéTol in juni 1945 stond hij op het podium waarbij medewerkers van De Waarheid gratis toegang hadden.  In 1947 zong hij met The Ramblers in de show Trommelvuur in het Concertgebouw te Amsterdam.  In 1951 stond hij in dezelfde zaal met artiesten als Lou Bandy, Willy Vervoort, Willy Alberti en de Kilima Hawaiians.  Hij was in die jaren ook wel voor de radio te horen, begeleid door pianist Eddy Wallis. In 1964 stond hij op het podium in het Vondelpark; hij zong daar als het eenmanskozakkenkoor.
Zijn laatste bekende optreden was in 1965; hij sprak Russisch in een show van Rudi Carrell (zoon van André).
Na zijn overlijden verdween zijn naam in de anonimiteit.